# Van Halen (Album)
Van Halen ist das Debütalbum der US-amerikanischen Rockband Van Halen, das am 10. Februar 1978 vom Label Warner Bros. auf Schallplatte veröffentlicht wurde. Es ist zugleich auch ihr kommerziell erfolgreichster Tonträger; allein in den Vereinigten Staaten wurden über 10 Millionen Exemplare verkauft.

## Entstehungsgeschichte

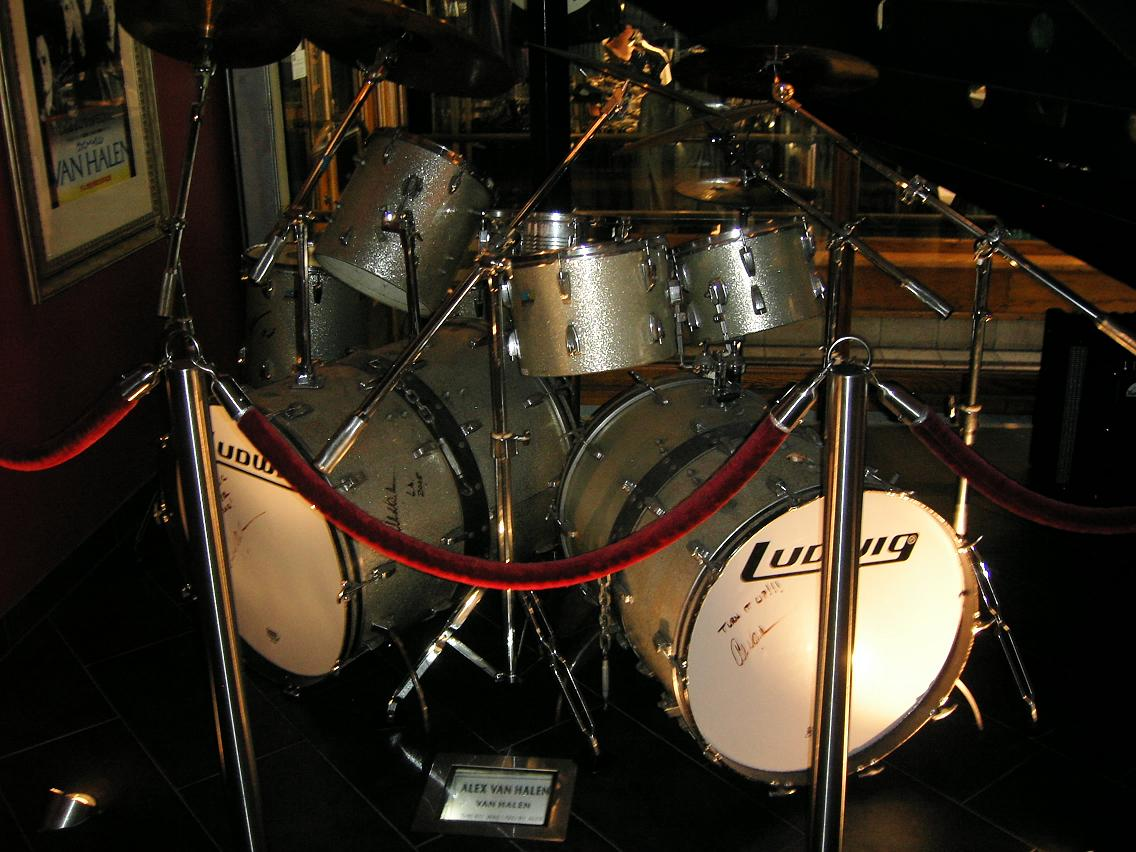
Das Schlagzeug, das von Alex Van Halen auf dem Album gespielt wurde

Obwohl Van Halen bereits 1976 ein Demo mit Gene Simmons aufgenommen hatten, dauerte es bis zur Entdeckung der Band noch ein weiteres Jahr. Die Band wusste wenig mit diesen Demoaufnahmen anzufangen, da sie es ablehnte, damit hausieren zu gehen. Gitarrist Eddie Van Halen war von der Qualität des Materials nicht überzeugt, da sie die Aufnahmen nicht mit ihrem eigenen Equipment aufnehmen konnten. Die wenigen Tapes, die Plattenfirmen zugespielt wurden, brachten Van Halen keinen Plattenvertrag ein.
Nach mehreren Konzerten in lokalen Clubs bekamen Van Halen das Angebot im Whisky a Go Go und im Starwoods, zwei angesagten Clubs in Los Angeles, zu spielen. Marshall Berle, ihr späterer Manager, entdeckte sie dort und machte die Band mit Mo Ostin und Ted Templeman von Warner Bros. bekannt, wo sie eine Woche später unter Vertrag genommen wurden. Die Aufnahmen zum Album begannen im Oktober 1977 und dauerten nur drei Wochen, wovon eine für die Musik und zwei für den Gesang benötigt wurde. Zusammen mit Produzent Ted Templeman wurde das Album live und fast ohne Overdubs im Studio Sunset Sound Recorders in Hollywood aufgenommen. Lediglich bei den Liedern Runnin’ with the Devil, Jamie’s Cryin’und Ice Cream Man mussten einzelne Gitarrenspuren überspielt werden. Als Toningenieure waren Donn Landee, Peggy McCreary und Kent Nebergall tätig. Vom Demo für Gene Simmons wurden lediglich die Songs On Fire und Runnin’ with the Devil verwendet und in neuen Versionen eingespielt. Insgesamt wurde das Album für vergleichsweise kostengünstige 40.000 $ produziert.
Die anschließende Tour führte sie zunächst im Vorprogramm von Journey, zusammen mit Montrose, durch die USA. Später ging es mit Black Sabbath erneut durch USA und nach Europa. Black Sabbath, die auf der Never-Say-Die!-Tour bereits nur noch ein Schatten ihrer Selbst waren, konnten dem jungen Support kaum etwas entgegensetzen und wurden von Van Halen regelmäßig an die Wand gespielt.

## Musikstil
Der Musikstil war an den Hard Rock der 1970er Jahre angelehnt, schaffte aber vor allem durch Eddie Van Halens Gitarrenstil, eine eigene Note zu entwickeln. Der Rock ’n’ Roll der 1950er und 1960er wurde so von seinen schwarzen Blues-Wurzeln emanzipiert. Obwohl andere Bands der Dekade, wie Aerosmith und Montrose, einen ähnlichen Stil haben, charakterisiert sich das Van-Halen-Debüt vor allem durch das selbstbewusste Auftreten der Band sowie die Eigenständigkeit, die kaum Rückschlüsse auf die Wurzeln der Band erlaubt. So weiß man zwar, dass Eddie Van Halen sich seinen Gitarrenstil von Eric Clapton und dessen Band Cream abschaute, doch lässt sich das nicht heraushören. Selbst die Coverversionen dienen lediglich dem Zweck, gute Riffs präsentieren zu können.
Textlich bedienen Van Halen die gängigen Hard-Rock-Klischees, einige der Lieder (Ain’t Talkin’ ’Bout Love, I’m The One und Feel Your Love Tonight) handeln von Gelegenheitssex, bei dem die Liebe bewusst ausgeklammert wird. Auch in den weiteren Liedern (beispielsweise On Fire) kommt dieses Thema wiederholt vor. Die Texte wurden bei Konzerten noch durch David Lee Roths sexuelle Gesten unterstützt. Ein weiterer Themenschwerpunkt ist der Außenseiter, meist in Form eines Rockstars (Runnin’ with the Devil, On Fire), aber auch in anderen Formen (als radioaktiv verseuchtes Gangmitglied in Atomic Punk oder als unsichere Träumerin in Little Dreamer). Diese Rolle wird betont und als Ideal angesehen. Dabei muss allerdings auch erwähnt werden, dass die Texte von Van Halen größtenteils Beiwerk sind und als unwichtig angesehen wurden. So wurden sie erst ab dem Album 5150 (1986) abgedruckt.

## Veröffentlichungen
Das Album wurde am 10. Februar 1978 veröffentlicht. Die Titel You Really Got Me, Runnin’ with the Devil, Ain’t Talkin’ ’Bout Love und Jamie’s Cryin’ wurden als Singles ausgekoppelt. Alle Titel mit Ausnahme von You Really Got Me und Ice Cream Man wurden gemeinsam von Michael Anthony, Alex und Eddie Van Halen sowie David Lee Roth komponiert. Das Instrumental Eruption stammt ausschließlich von Eddie Van Halen.
Das Albumcover ist eine Liveaufnahme aus dem Whisky a Go-Go, das die vier Musiker live in einem Quadrat angeordnet zeigt. In der Mitte befindet sich das Bandlogo.
Die Erstveröffentlichung auf dem damals erst wenige Jahre alten Medium CD fand am 2. Juli 1984 statt. Seitdem ist das Album mehrmals in remasterten Versionen erschienen, zuletzt 2000, wobei sich an der ursprünglichen Verpackung wenig geändert hat. Auf Liner Notes sowie auf Bonustracks wurde jeweils verzichtet.

## Singleauskopplungen

### You Really Got Me
Die erste Single war eine Coverversion der Kinks, die damit im Jahr 1964 einen ihrer ersten Hits hatten. Auf Grund des eingängigen Riffs hatte You Really Got Me einen hohen Wiedererkennungswert und war daher ein beliebtes Coverstück, unter anderem auch von The Who. Die Auskopplung als Single erfolgte nicht zuletzt auf Betreiben von Produzent Ted Templeman, der so einer von ihm angenommenen Veröffentlichung einer anderen Coverversion durch die Glam-Rock-Band Angel zuvorkommen wollte. Im Albumkontext wird das Lied durch das bekannte Instrumentalsolo Eruption eingeleitet, weswegen beide Songs auch im Radio oft hintereinander gespielt wurden. Die Single mit der B-Seite Atomic Punk erreichte Platz 117 der US-amerikanischen Billboard-Charts.
Ray Davies, Bandleader der Kinks, sagte, dass ihm die Van-Halen-Version besser gefalle als die eigene, da das Original „wie ein Propellerflugzeug (prop plane) klingt, Van Halens Version aber wie ein Düsenjäger (jet fighter).“
Das Lied wurde später als Bestandteil des Livealbums Live: Right Here, Right Now erneut ausgekoppelt. Die B-Seite der Live-Version mit zweitem Sänger Sammy Hagar war Cabo Wabo, ein Song vom Album OU812, der gleichzeitig der Name eines Radiosenders und einer Bar in Los Cabos ist, die beide von Hagar gegründet wurden. Eine Tequila-Marke Hagars trägt auch diesen Namen.
Auf dem Album Diver Down sollten Van Halen mit Where Have all the Good Times Gone einen weiteren Kinks-Song covern. Der Einfluss der Kinks auf das Schaffen von Van Halen ist jedoch gering. Eddie Van Halen äußerte sich in einem Interview anlässlich der Veröffentlichung des Diver Down-Albums im Magazin Sounds am 23. Juni 1982:

„[…] back in our bar days, I bought a double album from K-Tel or something that had 30 Kinks tunes on it. We learned all of one side and played them into the dirt during the club gigs, twice a night each one, because they sounded so good and they were great to dance to, etc., etc“

„Als wir noch in Bars gespielt hatten, habe ich ein Doppelalbum von K-Tel oder so gekauft, auf dem 30 Kinks-Lieder waren. Wir lernten alle Lieder einer Seite und spielten diese während der Gigs. Jede Nacht zweimal, denn sie hörten sich gut an und waren großartig zum Tanzen.“

Van Halens Version von You Really Got Me wurde 1996 für einen Nissan-Werbespot verwendet. In diesem spannt eine G.I.-Joe-Puppe in einem roten Nissan 300ZX Ken Barbie aus.

### Runnin’ with the Devil
Die zweite Singleauskopplung Runnin’ with the Devil erschien im Mai 1978 (B-Seite: Eruption). Das Lied stammt aus der Frühphase von Van Halen und wurde bereits auf dem Demotape für Gene Simmons verwendet. Der Kiss-Bassist hatte die Idee für die Autohupe zu Beginn des Liedes. Dabei handelt es sich jedoch um keine echte Hupe, sondern um eine von Eddie Van Halen gebaute Konstruktion aus mehreren Hupen, zwei Autobatterien und einem Pedal. Auch auf den Konzerten wurde dieser Effekt verwendet. Der Text des Liedes stammt von David Lee Roth, der sich vom Ohio-Players-Lied Runnin’ from the Devil inspirieren ließ und quasi einen Gegenpart schrieb. Der Liedtext beschreibt die hedonistische Lebenseinstellung eines Rockstars, der sich nicht um Morgen schert und keine Bindungen eingeht bzw. hat. Für viele stellt es die Essenz des Schaffens Van Halens dar, da es alle typischen Elemente vereint. Dazu zählen unter anderem die Betonung des Gitarrenriffs und des Solos als wichtigste Stilelemente sowie der hedonistische Charakter der Texte. Die Single erreichte in den USA Platz 84 und in Großbritannien Platz 52 der Charts.
Das Lied ist Teil der Popkultur. Es wurde bei den Spielen des Eishockey-Teams New Jersey Devils und der Sportvereinigung Arizona State Sun Devils gespielt. Im Film Ready to Rumble wird das Lied von einem Bus voller Nonnen gesungen und zu Anfang des Films Little Nicky – Satan Junior versucht sich Adam Sandler an einer Version des Liedes. Auch im Film Detroit Rock City, der von Simmons produziert wurde, wird das Lied verwendet. Außerdem war es die Einlaufmusik des Wrestlers Davey Richards in der Promotion Ring of Honor.

### Jamie’s Cryin’
Das Lied Jamie’s Cryin’ erschien als dritte Auskopplung des Albums mit der B-Seite I’m the One. Der Text des Liedes, der von David Lee Roth verfasst wurde, handelt von einer Frau, die sich nach einem One-Night-Stand in einen Mann verliebt. Das Lied entstand als einziges in den drei Wochen Studiozeit. Die Single konnte keine Chartplatzierung erreichen.
1987 sampelte Rapper Tone Lōc das Riff von Eddie Van Halen für seinen großen Hit Wild Thing. Die Band verklagte den Rapper nicht. Alex Van Halen äußerte sich dazu später: „It was 1987, who knew?“ („Es war 1987, wer wußte das schon?“)

### Ain’t Talkin’ ’Bout Love
Ain’t Talkin’ ’Bout Love, die vierte und letzte Singleauskopplung aus dem Debütalbum, ist ein Lied über Gelegenheitssex, etwas wofür Van Halen in der Groupie-Szene bekannt wurden. So ließ Sänger David Lee Roth vor den Konzerten hübsche Mädchen von den Roadies aussuchen und nach der Show nach Backstage bringen. Für jede Frau, mit der er sich vergnügen durfte, gab es 100 US-Dollar für den Roadie. Ain’t Talkin’ ’Bout Love war eines der ersten Van-Halen-Lieder und wurde sowohl auf dem Gene-Simmons-Demo, als auch bei mehreren Konzerten verwendet. Das Lied ist größtenteils auf lediglich zwei Akkorde beschränkt. Auf der Albumversion ist im Hintergrund eine Sitar zu hören. Die B-Seite der Single enthält den Albumtitel Feel Your Love Tonight.
1989 verklagte Van Halen die Hip-Hop-Gruppe 2 Live Crew, die das Riff des Liedes für ihren kontroversen Hit The F--k Shop verwendeten. Die Sache wurde außergerichtlich beigelegt. Die, nach einer Kontroverse um die Textinhalte, bereinigte Version des Liedes The Funk Shop erreichte Platz 16 der Hot Rap Single-Charts. 1997 veröffentlichten Apollo 440 die Single Ain’t Talkin’ ’Bout Dub, die neben der Namensanlehnung auch das Gitarrenintro verwendete und eine Drum 'n Bass-Bearbeitung des Liedes darstellte. Als 2007 Van Halen in die Rock and Roll Hall of Fame aufgenommen wurden, spielten Velvet Revolver das Lied zu ihren Ehren.

## Weitere Songinfos

### Eruption

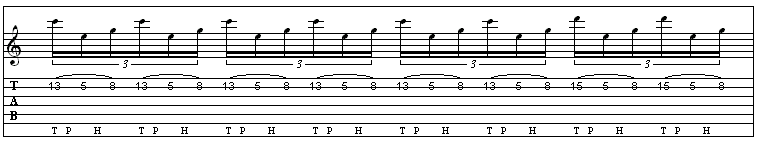
Die berühmte Van-Halen-Triole in Notation und Tabulatur aus dem Lied Eruption.

Eruption, das auf dem Album zwischen den beiden Singles Runnin’ with the Devil und You Really Got Me platziert und als B-Seite von ersterem Verwendung gefunden hat, ist ein kurzes Instrumental, das Eddie Van Halens Ruf als „Gitarrengott“ begründete. Es stellte eine Fingerübung dar, die er vor den Konzerten ausführte, um sich warm zu spielen. Der Song wurde über den MXR Phase 90, ein Phaser-Pedal für Gitarren, eingespielt. Über das Effektgerät Univox EC-80 wurde ein Echoeffekt gespielt, um tiefe Töne zu erzeugen und die Verzerrung zu verzögern; dadurch endet das Lied in einem lauten Grollen. Die Aufnahme geschah eher zufällig:

„(…) We were warming up for a weekend gig at the Whisky. And I was just rehearsing, and Donn Landee happened to record it. It was never planned to be on the record. So the take on the record was a total freak thing. It was just an accident. He happened to be rolling tape.“

„Wir haben uns vor einem Wochenendauftritt aufgewärmt. Ich übte gerade und Donn Landee [der Toningenieur – Anmerkung] hat das aufgenommen. Es war nie geplant, das Lied auf das Album zu nehmen. Dass die Aufnahme auf dem Album ist, ist also total freakig. Es war nur ein Zufall, er hat es einfach aufgenommen.“

„I didn’t even play it right. There’s a mistake at the top end of it. To this day, whenever I hear it I always think, Man, I could’ve played it better.‘“

„Ich habe es nicht mal richtig gespielt, es gibt da einen Fehler am Ende. Bis heute sage ich mir, wenn ich es höre, Mann, das hätte ich besser spielen können.“

Obwohl kein Kalkül dahintersteckte, ist die Bedeutung des Liedes unumstritten. Es wurde von den Lesern der Zeitschrift Guitar World im Poll „100 Greatest Guitar Solos“ auf Platz 2 gewählt, zwischen Stairway to Heaven von Led Zeppelin (Platz 1) und Free Bird von Lynyrd Skynyrd (Platz 3). Ein weiterer Punkt, der das Lied herausstechen lässt, ist eine neue Art der Tapping-Technik, bei der beide Hände am Gitarrenhals benutzt werden. Obwohl diese Technik bereits von Steve Hackett von Genesis verwendet wurde, stellt Van Halens Art eine neue Stufe dar, die mehr auf Geschwindigkeit und Härte setzte.

### Ice Cream Man
Ice Cream Man ist eine Coverversion eines Liedes von John Brim, der es 1953 als Single für Chess Records einspielte. Auch dieses Lied war bereits auf dem Gene-Simmons-Tape zu hören, allerdings mochte dieser das Lied überhaupt nicht. Es ist eines von David Lee Roths Lieblingsliedern, der unbedingt eine Hommage an den Blues auf dem Album vertreten haben wollte. Am Anfang spielt Roth die Akustikgitarre und singt, erst beim Refrain steigt die Band mit ein.

### I’m the One
I’m the One war bereits Bestandteil der frühen Clubauftritte der Band, jedoch unter dem Titel Show Your Love. Alex Van Halen benutzt in dem Lied eine Doublebass beim Schlagzeug und Eddie Van Halen improvisierte meist den Soloteil bei Liveauftritten.
1994 spielten die 4 Non Blondes eine relativ nahe am Original gelegene Coverversion des Liedes für den Airheads-Soundtrack ein.

### Atomic Punk
Atomic Punk, die B-Seite von You Really Got Me, wird von der Volkskundlerin Bettina Roccor in ihrer Dissertation als einer der „ersten Heavy Metal-Songs über die negativen Auswirkungen der Atomkraft“ bezeichnet. Roccor geht dabei von einem erweiterten Metal-Begriff aus, der den Hard Rock der 1970er Jahre einschließt. Der Text selbst handelt von einem radioaktiven Menschen, der nachts über die Straßen herrscht. Eine kritische Auseinandersetzung mit dem Thema ist hier allerdings nicht vorhanden, da er sich jeglicher Wertung entzieht.
Entgegen der sonstigen Gepflogenheiten bei Van Halen enthält das Lied keinen Background-Gesang. Das kratzige Riff wurde abermals mit der MXR Phase 90 eingespielt und später auf Everybody Wants Some!! vom Album Women and Children First (1980) wiederverwertet. Die Bridge des Liedes spielte Eddie Van Halen mit seiner Stirn, die er über die Saiten zog, ähnlich wie Hendrix dies bei seinen Live-Auftritten tat.

### Feel Your Love Tonight
Feel Your Love Tonight ist ein typischer Van-Halen-Song über Sex und Liebe. Er handelt davon, wie der Protagonist eine Frau überzeugen will, mit ihm Sex zu haben.
Auch dieses Lied gehörte schon früh ins Set Van Halens. Speziell auf den frühen Tourneen begann nach Eddie Van Halens Gitarrensolo ein Schlagzeugsolo von dessen Bruder Alex.

### On Fire
On Fire war das Eröffnungslied der Tournee zum Debütalbum. Es handelt sich dabei um einen typischen Rock-&-Roll-Text, in dem der Rockstar überhöht („Now I’m hangin ten now baby, as I ride your sonic ooh-wave“) und sexuell aktiv („Lay your bodies down/I’m in your beds“) dargestellt wird.

## Kommerzieller Erfolg

### Chartplatzierungen
Obwohl das Album zahlreiche Auszeichnungen erhielt und als Meilenstein des Hard Rocks gilt, begann seine Erfolgsgeschichte recht unspektakulär. So erreichte das Album zwar Platz 19 der US-Billboard-Pop-Charts, verfehlte aber den Einstieg in die Billboard 200. Von den Singles konnten sich nur zwei in den Charts platzieren. Dennoch hatte das Album bis Jahresende Platinstatus erreicht. Im Vereinigten Königreich platzierte es sich auf Platz 34 und blieb 11 Wochen in den Charts.
1984, im Zuge der CD-Wiederveröffentlichung und dem Erfolg des Albums 1984, stieg Van Halen sechs Jahre nach Veröffentlichung auf Platz 117 der Billboard 200 ein.
Nach dem Tod Eddie Van Halens im Oktober 2020 stieg das Album erneut in die Billboard 200 auf Platz 30 ein und erreichte somit eine so hohe Platzierung wie seit 1978 nicht mehr.

### Auszeichnungen für Musikverkäufe
Das Album erreichte Diamantstatus in den Vereinigten Staaten, einen 4-fachen Platinstatus in Kanada und Gold in Deutschland sowie dem Vereinigten Königreich. Das einzige andere Album der Gruppe, welches an diesen Erfolg anknüpfen konnte, ist 1984. Es erschien sechs Jahre später und erreichte ebenfalls Diamantstatus in den Vereinigten Staaten, sowie Goldstatus im Vereinigten Königreich und einen 5-fachen Platinstatus in Kanada. Des Weiteren erreichten beide Alben die Marke von zehn Millionen verkauften Kopien in den USA, wodurch sie nach den Maßstäben der RIAA zusätzlich mit der Diamantenen Schallplatte ausgezeichnet wurden.
Dass das Debütalbum die Diamantene Schallplatte erreicht, können außerdem nur fünf andere Rockbands von sich behaupten: Led Zeppelin mit Led Zeppelin, The Jimi Hendrix Experience mit Are You Experienced, Boston mit Boston, Black Sabbath mit Black Sabbath sowie Guns n’ Roses mit Appetite for Destruction.

| Land/Region                  | Auszeichnungen für Musikverkäufe (Land/Region, Auszeichnung, Verkäufe) | Verkäufe   |
| ---------------------------- | ---------------------------------------------------------------------- | ---------- |
| Deutschland (BVMI)           | Gold                                                                   | 250.000    |
| Frankreich (SNEP)            | Gold                                                                   | 100.000    |
| Kanada (MC)                  | 4× Platin                                                              | 400.000    |
| Neuseeland (RMNZ)            | 3× Platin                                                              | 60.000     |
| Niederlande (NVPI)           | Platin                                                                 | 100.000    |
| Vereinigte Staaten (RIAA)    | Diamant                                                                | 10.000.000 |
| Vereinigtes Königreich (BPI) | Gold                                                                   | 100.000    |
| Insgesamt                    | 3× Gold · 8× Platin · 1× Diamant ·                                     | 11.010.000 |

Hauptartikel: Van Halen/Auszeichnungen für Musikverkäufe

## Bedeutung
Obwohl Van Halens Debütalbum auf einer Linie mit dem Hard Rock der 1970er Jahre lag und auf Vorreiter wie Led Zeppelin und Cream sowie auf Zeitgenossen wie Aerosmith und Black Oak Arkansas zurückgriff, etablierte es dennoch eine eigene, neue Stufe im härteren Rock. Dies war vor allem das Verdienst von Eddie Van Halens innovativer Gitarrenarbeit. Er etablierte eine neue Tapping-Technik, die für die damalige Zeit innovativ war und schon bald darauf nachgeahmt wurde. Eddie Van Halen bastelte sich seine Gitarre selbst; aus einer alten Fender Stratocaster wurden die Tonabnehmer entfernt und durch einen Gibson-Humbucker ersetzt. Vom Hersteller Floyd Rose übernahm er das Doppelklemmsystem, durch das er die Gitarrensaiten am Sattel und am Steg festklemmen konnte. Neben der musikalischen Seite beeinflusste er damit auch zahlreiche Gitarrenhersteller. Bereits im Veröffentlichungsjahr wurde Eddie van Halen vom renommierten US-amerikanischen „Guitar Player“-Magazin der Preis als „bester neuer Gitarrist“ des Jahres 1978 überreicht.
Ein weiteres Charakteristikum des Albums ist David Lee Roths Gesangsleistung, die zwar auf dem Album auch einen eigenen Stil entwickelt, allerdings erst live zur Geltung kam. Seine Performance auf der Bühne bestach durch einen eigenen Stil, den er früh entwickelte. So wurde er bekannt für seine Sprünge und Tritte auf der Bühne, seine anzüglichen Scherze und seine Spielereien mit dem Publikum. Der All Music Guide bezeichnete ihn deswegen als eine Art Prototypen für Metal-Sänger.
Das Album gilt, zusammen mit dem Erstling von Montrose, als eines der besten Debüts im Hard-Rock-Bereich. Dennoch wird ihm meist der innovative Charakter von anderen Meilensteinen des Rock-Genres wie Never Mind the Bollocks, Here’s the Sex Pistols von den Sex Pistols oder den Hauptwerken der Rolling Stones und Led Zeppelins nicht zuerkannt. Der US-amerikanische Rolling Stone reihte das Werk in einer Umfrage zu den 500 besten Alben aller Zeiten auf Platz 415.
Für Van Halen selbst bedeutete das Album einen fulminanten Karrierestart, an dem sie sich immer wieder messen mussten. Vor diesem Hintergrund ist der Zweitling Van Halen II, bereits durch den Albumtitel eine Anlehnung an das Debütalbum, nur ein warmer Aufguss. Nicht nur bewertete die Kritik das Album als wenig innovativ und im Rückblick als Reinfall; auch die Fans gaben dem Album weniger Zuspruch. Obwohl sämtliche Alben danach gute Verkaufszahlen erreichten, konnte Van Halen erst mit 1984 an den Überraschungserfolg des Debüts anknüpfen.
1996 sagte Prince, er habe sich bei der Aufnahme seines Albums Chaos and Disorder an Van Halens Debütalbum orientiert.